# 梁家聲
梁家聲（英文：Leung Ka Shing；1962年—），基督徒，香港前警長，權益互助社主席、人民力量署理主席。

## 簡歷
梁家聲於19歲時投考加入皇家香港警務處，成為警員，於警察機動部隊駐守後，於1983年投考加入特別任務連（飛虎隊），曾經分別駐守於攻擊隊及狙擊手隊，服務8年期間，先後於1984年及1985年參與寶生銀行解款車械劫案及忠信錶行械劫案的執法行動。1998年，梁家聲晉升為警長。後來，梁家聲因為腳部受傷而被逼退出特別任務連，先後擔任警察訓練學校體能及槍械等教官及警察機動部隊總部教官。
2003年SARS事件發生後，香港經濟百業蕭條，梁家聲之物業（於2001年與胞弟合資購買，其胞弟其後退出，梁家聲因而向財務公司舉債）淪為負資產，而且妻失業，由於無力償還物業債務而欠額數十萬港元，他接受「個人自願安排」債務重組及向上級申報，分為48期償還，於第27期期間，2005年7月29日，梁家聲經由紀律聆訊被裁定為「不審慎理財」而被飭令退休，長俸亦被凍結至其正常退休年齡（即55歲）為止。2006年6月，梁家聲向公務員事務局提出上訴，惟遭駁回。及後，梁家聲曾經向行政長官呈請，行政長官於2007年5月16日對其請求予以拒絕；同月23日，梁家聲提出司法覆核，要求高等法院推翻行政長官拒絕予其復職之決定，又指控警務處錯誤裁定他違反《警察通例》及錯誤處分他，故此同時要求警務處就有關錯誤賠償他予金錢及精神上的損失。
2009年，終審法院裁定紀律聆訊不准聘請律師代表違反香港基本法，因而掀起被革職警務人員翻案潮。梁家聲認為兩次紀律聆訊均未能夠聘請法律代表，而且多項裁斷出錯，因而向警務處處長索償逾300萬港元；案件於2012年12月10日在高等法院提出研訊，法官決定排期再審。
2013年8月8日，梁家聲透過勞資審裁處向警務處處長索償他自2005年被勒令提早退休至當日的薪金及退休前約120日有薪年假等，涉及逾300萬港元。審裁官指出，警務處不同意讓其恢復職務，故此她無權要求警務處讓其獲得再度聘用，他不可能獲得賠償，勸告他勿再浪費金錢追討，案件最終按照梁家聲要求無限期押後。

## 公開言論

### 馬尼拉人質事件
2010年8月24日，梁家聲接受記者訪問時表示，從現場直播的電視畫面所見，菲律賓國家警察特種武器和戰術部隊至少有3次攻勢可能危及到人質安全，甚至誤殺人質。首次為特種武器和戰術部隊隊員擊穿旅遊巴士的輪胎時，狙擊手至少兩槍擊中接近車尾的玻璃窗，然而子彈並無擊中疑犯，相反可能已經傷及被疑犯安排悉數坐近車窗旁以充當人肉盾牌的人質。疑犯隨即還擊，向車外持續地掃射，此時特種武器和戰術部隊隊員明顯不知道疑犯的位置，卻隨意還擊了3至4槍，可能因而誤中人質。最後一次為疑犯於車頭位置被狙擊手擊斃後，在罪案現場仍然傳出警察槍聲，亦有可能誤中人質。梁家聲形容，菲律賓國家警察特種武器和戰術部隊的拯救行動非常失敗，無論是個人質素、訓練水平、戰術部署、臨場應變以致裝備都「好低層次」，顯得手足無措，甚至「連梯都冇（連梯都沒有）」就嘗試強攻進入，可以說是「香港10至20年前的EU（衝鋒隊）都唔會咁失敗（香港10至20年前的衝鋒隊都不會這麼失敗）」。

### 警務人員涉嫌非法毆打疑犯案件
2014年10月20日，梁家聲在雨傘革命旺角佔領區中踏上講台公開發言，表示對於警務人員涉嫌非法毆打疑犯案件感到痛心，直指有關7名警務人員涉嫌拳打腳踢、足可致命，批評不該使用私刑。直言「如果已經扣上手扣，你打佢重有咩意思？一個被綁手腳嘅人，你重打佢，你係咪人來？（如果已經扣上手銬，你打他還有什麼意義？一個被綁手腳的人，你還打他，你是人來嗎？）」他聲稱在其25年警察生涯中，從未使用私刑。

### 佔領中環
2014年10月20日，梁家聲接受《蘋果日報》訪問，表示認為警務處憲委級職級在處理雨傘革命的行動中連番失誤，進退失據，打擊士氣，致使警務處的形象近乎一鋪清袋。「好似上星期五旺角擺到明係清場，但係警方向外宣稱係清除障礙物，如果係清理垃圾就搵清潔工，而唔係搵警員啦。（就如上星期五旺角分明就是清場，但是警方對外宣稱是清除障礙物，如果是清理垃圾就找清潔二，而不是警員了。）」對於外界質疑警察縱客黑幫，梁家聲表示：「10月3日有懷疑黑社會衝擊佔領中環示威者，但係警方只係分開兩班人，然後就放人，明顯呢啲係警方上頭盡量撳波，下面無奈照做。（10月3日有懷疑黑社會衝擊佔領中環示威者，但是警方只是分開雙方人，然後就放人，明顯這些是警方高層盡量徇私，低層無奈照辦。）」 

## 榮譽
- 香港總督嘉許狀
- 警務處處長嘉許狀